# Uvaria hirsuta
Uvaria hirsuta este o specie de plante angiosperme din genul Uvaria, familia Annonaceae, descrisă de William Jack. Conform Catalogue of Life specia Uvaria hirsuta nu are subspecii cunoscute.